# Nanda Pakyan
Nanda Pakyan ( birman : နန္ဒပကြံ   , prononcée [nàɴda̰ bədʑàɴ] ; également orthographié Ananda Pakyan, né en 1280 et mort en 1350, était ministre en chef de Sagaing des années 1330 aux années 1350. Le puissant ministre plaça au moins trois rois Kyaswa (1339−1349), Anawrahta II (1349) et Tarabya II (1349−1352) sur le trône, devint le commandant en chef et dirigea le pays.

## Bref
Nanda Pakyan, formellement Ananda Pakyan, était au service du roi Tarabya I en 1335/36 lorsque le roi fut renversé par son propre fils Shwetaungtet. Le ministre a servi l'usurpateur mais après avoir reçu des pots-de-vin de la reine douairière Saw Hnaung, a gardé le silence sur le sort de ses jeunes enfants qui étaient les prétendants légitimes au trône. Les chroniques suggèrent qu'il a peut-être été impliqué avec la reine elle-même. Néanmoins, la loyauté du ministre reposait finalement sur lui-même. Lorsque les loyalistes du roi déchu ont attaqué le palais et tué Shwetaungtet, il a dirigé les gardes du palais et a abattu les loyalistes, et a tué Tarabya lui-même.
Il place ensuite Kyaswa (1339−1349), le fils aîné de 16 ans du fondateur du royaume Saw Yun, sur le trône. Le nouveau roi nomma Nanda Pakyan ministre en chef et commandant en chef avec le titre de Thubarit. Le ministre était le pouvoir derrière le trône et dirigeait pratiquement le pays. Il plaça également les deux rois suivants Anawrahta II (1349) et Tarabya II (1349−1352) sur le trône. Il aurait pu participer à l'avènement du roi Thihapate.

## Remarques
1. ↑  The terse language of Zatadawbon Yazawin is ambiguous. (Zata 1960: 44) says Thihapate was a "son of Amat Yo" ("အမတ်ရိုးသား"). It could technically mean that he was son of an amat (court minister) named Yo; it is more likely to mean that he was of the lineage of ministers. Furthermore, Zata mentions Chief Minister–General Nanda Pakyan in the prior sentence. It is not clear at least in modern Burmese if the amat in the following sentence refers to Nanda Pakyan, or a new concept entirely. Since Nanda Pakyan put the three prior kings of Sagaing on the throne, the powerful minister may have put his own son Thihapate on the throne. Later chronicles may have found Zata's reporting ambiguous as well. None of the later chronicles explicitly mentions who the father of Thihapate was.